# Out of Sight
Out of Sight är en amerikansk romantisk action-thriller från 1998 i regi av Steven Soderbergh efter en roman författad av Elmore Leonard. I huvudrollerna syns bland andra George Clooney och Jennifer Lopez. Filmen hade Sverigepremiär 27 november 1998.

## Handling
Jack Foley (George Clooney), en bankrånare, flyr från fängelser och kidnappar tillfälligt polisen Karen Sisco (Jennifer Lopez). Medan bankrånaren och hans kumpan åker iväg mot Detroit för att genomföra en stöt sätts Sisco på fallet. Men hon har börjat falla för Foley...

## Rollista
- George Clooney - Jack Foley
- Jennifer Lopez - Karen Sisco
- Ving Rhames - Buddy Bragg
- Luis Guzmán - Chino
- Dennis Farina - Marshall Sisco
- Catherine Keener - Adele
- Steve Zahn - Glenn Michaels
- Don Cheadle - Maurice Miller
- Albert Brooks - Richard Ripley
- Nancy Allen - Midge
- Michael Keaton - Ray Nicolette